# The Jelly Jam

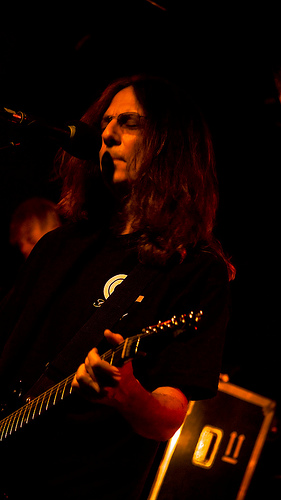
Ty Tabor

The Jelly Jam ist eine Band aus dem Bereich Progressive Rock. Es handelt sich um die Nachfolgeband zum Projekt Platypus, das zusätzlich noch Derek Sherinian am Keyboard umfasste.

## Mitglieder
- Rod Morgenstein (Dixie Dregs): Drums & Percussion
- John Myung (Dream Theater): Bass
- Ty Tabor (King’s X): Gitarre, Vocals

## Alben
- "The Jelly Jam" (selbstbetitelt, Inside Out Music, 2002)
- "2" (InsideOut Music, 2004)
- "Shall We Descend" (InsideOut Music, 2011)
- "Prophet Profit" (InsideOut Music, 2016)

## Musik
Haupteinfluss der Musik von The Jelly Jam sind die 1970er Jahre. Während Gesang und Harmonien an Formationen wie die Beatles angelehnt sind, stehen für das Riffing vor allem Mountain und ähnliche Bands Pate.